# المرأة الحديدية (فلم 2011)
المرأة الحديدية (بالإنجليزية: The Iron Lady) فيلم سيرة ذاتية يروي سيرة رئيسة وزراء بريطانيا مارغريت ثاتشر، قامت ببطولة الفيلم الممثلة ميريل ستريب وفازت عن دورها بجائزة الأوسكار في فئة أفضل ممثلة.

## بطولة
- ميريل ستريب
- جيم برودبنت
- إيان غلين

### ترشيحات وجوائز
| السنة | الحدث | الفئة             | النتيجة  |
| ----- | ----- | ----------------- | -------- |
|       |       | أوسكار أحسن ممثلة | فـــــوز |

## الميزانية والإيرادات
بلغت تكلفة إنتاج الفيلم حوالي 14 مليون دولار بينما حقق أرباحاً تقدر بـ 114,943,631 دولار.

## وصلات خارجية
- مقالات تستعمل روابط فنية بلا صلة مع ويكي بيانات